# Джамайка Кинкейд
Джамайка Кинкейд, также Ямайка Кинкейд, собственно Илейн Синтия Поттер Ричардсон (англ.  Jamaica Kincaid, Elaine Cynthia Potter Richardson, род. 25 мая 1949, Сент-Джонс, Антигуа и Барбуда) — вест-индская писательница.

## Биография
Родилась 25 мая 1949 года. До 1965 года жила вместе с матерью и отчимом. Получила образование в Антигуа (до 1966 года — британская колония). С шестнадцати лет жила на правах Au pair в Нью-Йорке. Работала на журнал «Форбс», изучала фотографию в Новой школе социальных исследований. Год проучилась во Франкония-колледже в Нью-Гэмпшире, затем до 1995 года работала в журнале «Нью-Йоркер».
С 1973 года печатается под именем Джамайки Кинкейд. Преподавала в Гарварде. Почетный доктор филологии в Уэслианском университете (2008).
Имеет сына и дочь. Исповедует иудаизм.

## Творчество
Дебютировала стихами в 1978 году, первую книгу, сборник новелл «На дне реки», выпустила в 1984 году.

## Произведения
- На дне реки/ At the Bottom of the River (1984, новеллы)
- Annie John (1985, роман)
- A Small Place (1988, эссе)
- Annie, Gwen, Lilly, Pam, and Tulip (1989, новеллы)
- Люси/ Lucy (1990, роман; рус. пер. 2003)
- Biography of a Dress (1990)
- On Seeing England for the First Time, (1991, эссе)
- Автобиография моей матери/ The Autobiography of My Mother (1995, роман; рус. пер. 1999)
- Мой брат/ My Brother (1997, роман, премия Фемина зарубежному писателю)
- Мой сад/ My Garden (1999, нон-фикшн)
- Talk Stories (2001)
- Life and Debt (2001, сценарий документального фильма)
- Господин Поттер/ Mr. Potter (2002, роман)
- Among Flowers: A Walk in the Himalayas (2005, нон-фикшн)
- See Now Then (2013, роман)

## Награды
- 1984 — Американская литературная премия ПЕН/Фолкнер

## Публикации на русском языке
- В Журнальном зале